# Jūnihitoe

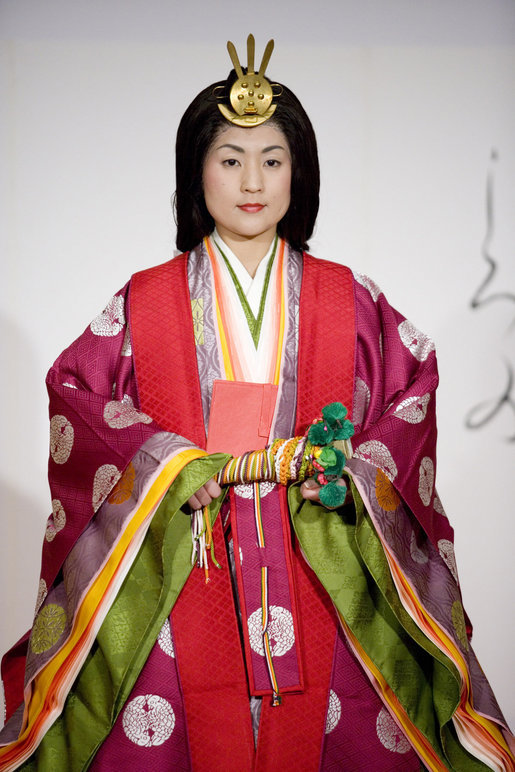
Jeune femme portant un jūnihitoe

Le costume jūnihitoe (nom signifiant "douze couches") dont un nom plus formel est 五衣唐衣裳 (itsutsuginu-karaginu-mo), est un type de robe de Cour du Japon. Ce vêtement apparaît à l'époque de Heian, et est porté pour les occasions solennelles par les femmes nobles et dames de compagnie de la Cour impériale du Japon. Le jūnihitoe se compose de plusieurs robes ressemblant à des kimonos et nommées hitoe, disposées les unes à l'intérieur des autres. La plus intérieure, kosode, se porte contre la peau. Les hakama accompagnent le kosode. Hakama et kosode deviennent progressivement des vêtements d'extérieur, et le kosode évolue pour devenir le kimono encore présent de nos jours.
Malgré le nom de jūnihitoe qui en mentionne douze, le nombre de couches varie. Cette tenue compte un obi (ceinture), qui diffère de l'obi moderne : il a l'aspect d'une fine bande de tissu semblable à une corde. Le caractère formel de ce vêtement dépend du nombre et de la nature des couches, ainsi que des accessoires (pardessus) et d'une longue traîne nommée mo, portée lors des occasions importantes.
Pendant la période Heian, les vêtements de Cour sont choisis pour leur couleur, la combinaison de teintes chez les femmes se nomme kasane no irome . Cet ensemble de couleurs, qui dépend de la saison, n'est pas tant une imitation fidèle de la nature qu'une création censée donner une impression correspondant à une saison.
Le costume jūnihitoe apparaît pour la première fois au dixième siècle. Cependant, à l'époque de Kamakura, le nombre de couches portées par les femmes de l'aristocratie, même à la Cour, est réduit. De nos jours, ce costume est encore porté par les membres de la Maison impériale du Japon lors des grandes occasions.

## Composants, couleurs et accessoires

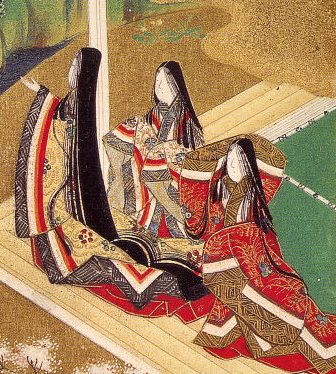
Dames de la cour vêtues de jūnihitoe, image du Dit du Genji.

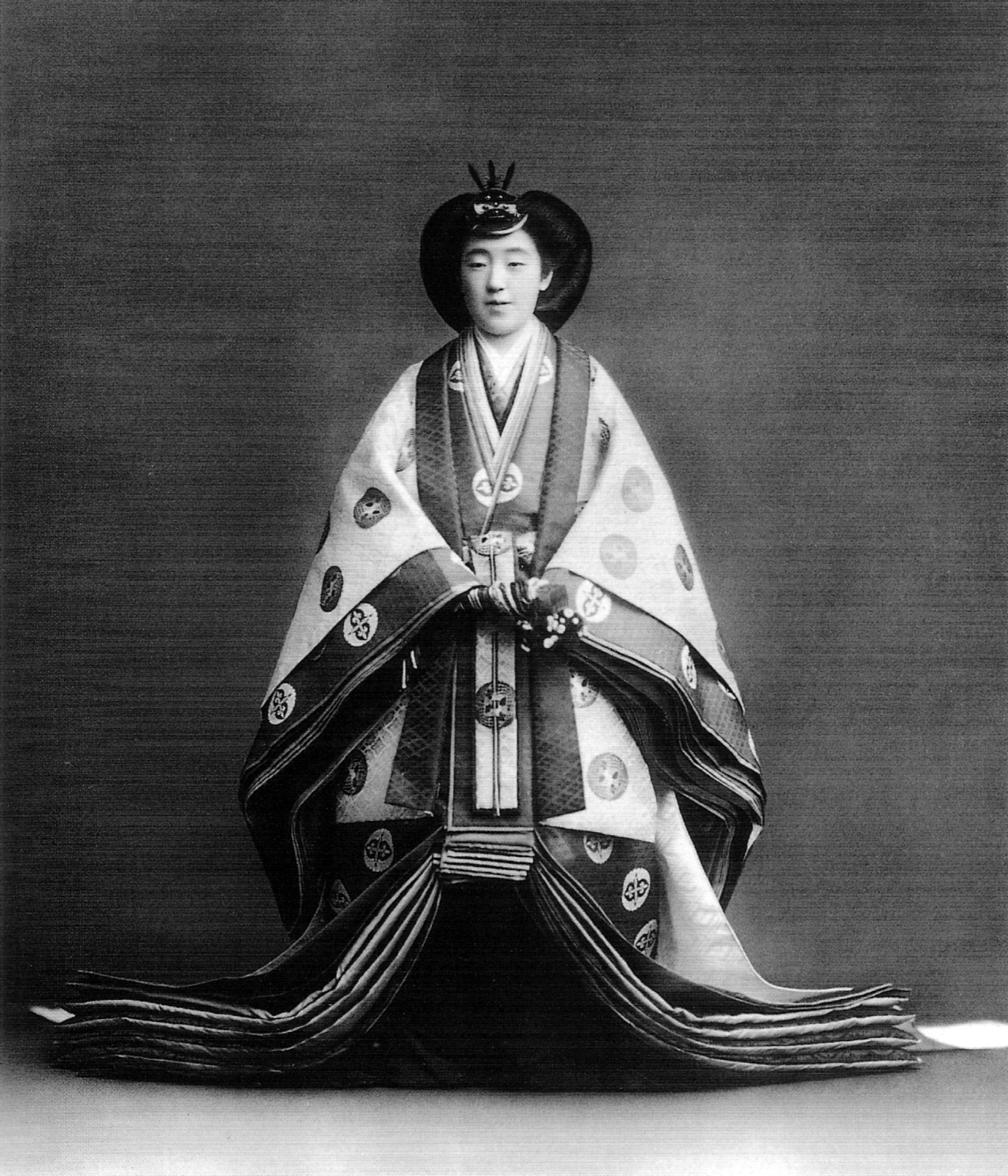
L'impératrice Kōjun en jūnihitoe à l'occasion de son intronisation en 1928

### Couches de jūnihitoe
Le nom commun jūnihitoe désigne un ensemble de vêtements féminins superposés à la Cour, pendant la période de Heian : ce nom, apparu après le costume qu'il désigne, n'est pas officiel . Les vêtements de chaque couche sont en soie, le vêtement le plus intérieur (kosode) est fait de soie blanche unie. Les couches supérieures peuvent avoir d'autres couleurs. Un manteau ou une traîne peuvent être ajoutés pour les occasions formelles.
Avant l'avènement du costume jūnihitoe, les vêtements comptent plus de couches. L'ensemble peut alors atteindre vingt kilogrammes, ce qui rendait le mouvement difficile. Le kosode et le hakama peuvent servir de pyjamas, étant portés la nuit : les femmes portent un nombre plus ou moins grand de couches, selon la température. À l'époque de Muromachi, ce costume comporte un nombre restreint de couches.
Chaque couche porte un nom. "Hitoe" se réfère à chaque robe, à l'exception du manteau et de la traîne. 五衣 ("Itsutsuginu")  désigne la série de robes superposées comme un ensemble, le plus souvent cinq couches de couleurs différentes. Le manteau court porté par-dessus l'itsutsuginu se nomme karaginu, et la traine, mo. Jūnihitoe itsutsuginu-karaginu-mo, terme employé depuis le dix-neuvième siècle, désigne le costume formel dans son ensemble.
Les couches du jūnihitoe sont les suivantes :
- Les sous-vêtements, qui ne sont pas vraiment considérés comme appartenant au jūnihitoe : deux pièces en coton ou en soie.
- kosode : robe courte en soie rouge ou blanche de la longueur de la cheville ou du bas du mollet.
- nagabakama : équivalent formel du hakama porté par les femmes nobles ; jupe rouge plissée très longue, cousue avec deux jambes fendues.
- Hitoe : robe en soie non doublée ; le plus souvent rouge, blanche ou bleue verte, les autres couleurs (comme le violet ou le vert foncé) étant plus rares.
- itsutsuginu : série de cinq ou six robes aux couleurs vives ou uchigi. Le nombre de couches est plus élevé pendant la période Heian, mais des lois somptuaires réduisent ce nombre[6],[7].
- Uchiginu :  robe de soie écarlate servant de support pour les robes extérieures.
- Uwagi : Robe de soie décorée. La couleur et le tissu utilisés indiquent le rang du porteur.
- Karaginu : veste de style chinois, rappelant le Hanfu, jusqu'à la taille.
- Le mo : jupe traîne portée dans le dos de la robe. Elle est blanche et ornée.

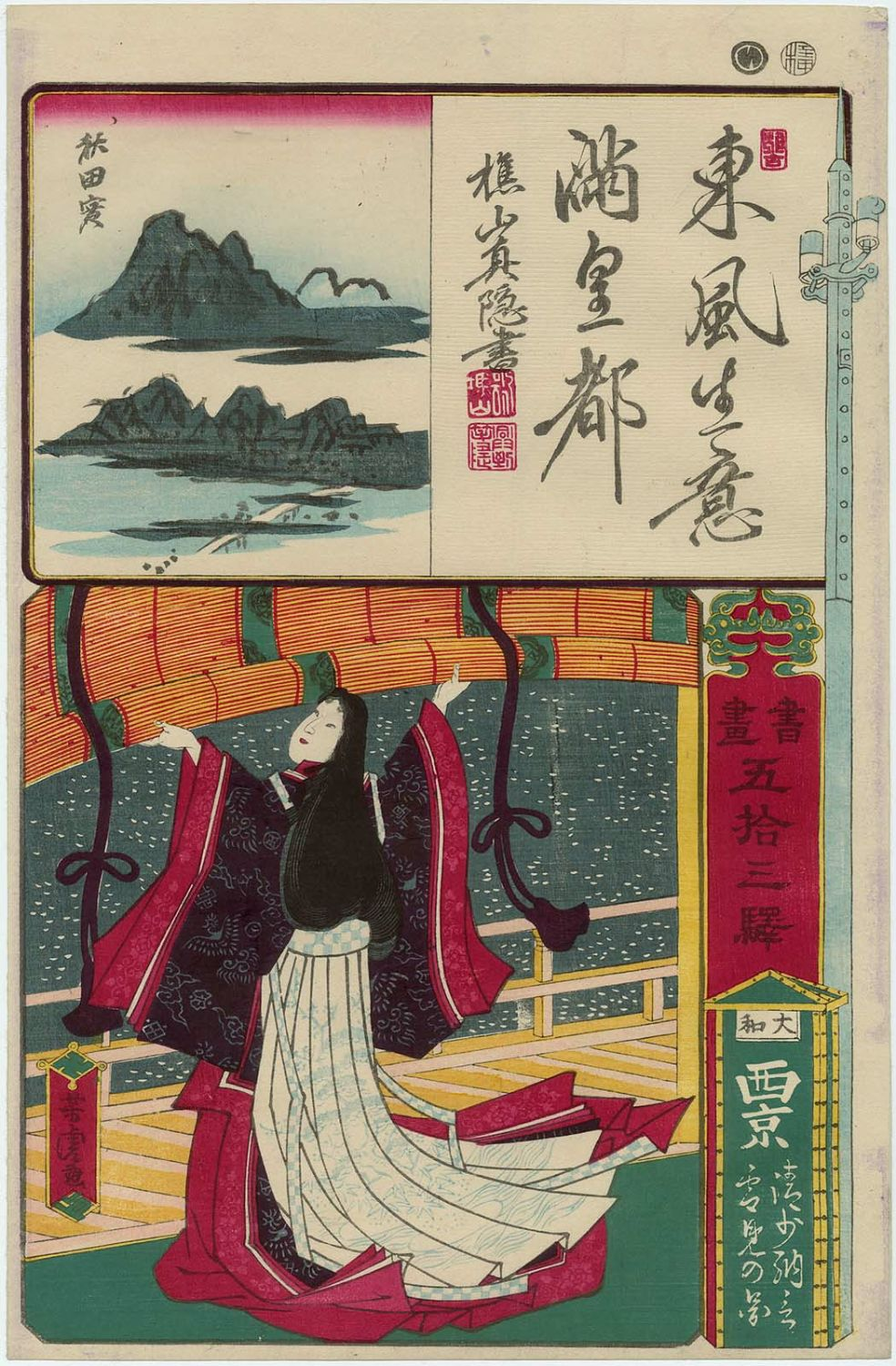
Une traine (mo) dans un portrait de 1872 de Sei Shonagon

Lors d'occasions moins formelles, les kouchigi (litt., "petite cape", robe de brocart plus courte) se portent  par-dessus l' uchigi ou l'uwagi, en l'absence de karaginu et de mo,. Cependant, ces derniers sont nécessaires pour que le jūnihitoe soit considéré comme une tenue de cérémonie.

### Couleurs des couches
Les couleurs et leur superposition revêtent une importance particulière.
Les combinaisons de couleurs, nommées kasane no irome, reçoivent des noms poétiques faisant référence à la flore et la faune de la saison, tels que « prune cramoisie du printemps », bien que les couleurs exactes de la nature ne soient pas représentées. Ainsi, un ensemble nommé "sous la neige" compte une couche de vert représentant les feuilles, une couche de rose, et une de blanc, par-dessus, pour figurer la neige. La mode veut que l'on change de robe au début de la saison. Un emploi approprié de ces couleurs, au bon moment, montre que la personne portant le vêtement a des goûts raffinés.